# Братушин
Братушин (пол. Bratuszyn) — село в Польщі, у гміні Брудзев Турецького повіту Великопольського воєводства.
Населення — 153 особи (2011).
У 1975-1998 роках село належало до Конінського воєводства.

## Демографія
Демографічна структура станом на 31 березня 2011 року:
|          | Загалом | Допрацездатний вік | Працездатний вік | Постпрацездатний вік |
| -------- | ------- | ------------------ | ---------------- | -------------------- |
| Чоловіки | 82      | 18                 | 57               | 7                    |
| Жінки    | 71      | 12                 | 44               | 15                   |
| Разом    | 153     | 30                 | 101              | 22                   |